# Hans Mondt
Teunis Johannes (Hans) Mondt ('s-Gravenzande, 5 april 1941 – Hilversum, 20 september 1995) was een Nederlands radio diskjockey. Hans Mondt begon zijn loopbaan op 1 augustus 1965 als nieuwslezer aan boord van het Veronica-zendschip MV Norderney.
In 1969 werd hij presentator van het radioprogramma Muziek terwijl U werkt. Dat was een muziekprogramma samengesteld aan de hand van suggesties door fabrieken, instellingen en bedrijven. De opnamen vonden plaats in de Veronica-studio's in Hilversum.
Na het verdwijnen van de zeezender Radio Veronica per 31 augustus 1974, ging Hans Mondt zich met klassieke muziek bezighouden. Toen de Veronica Omroep Organisatie (VOO) als aspirant-omroep enkele uren zendtijd kreeg, had zij ironisch genoeg de eer om op 28 december 1975 de nieuwe klassieke zender Hilversum 4 te openen. Tineke de Nooij en André van Duin presenteerden het openingsprogramma.
Mondt werd de presentator van het Hilversum 4-programma Muziek voor Miljoenen. In 1979 kreeg de VOO zendtijduitbreiding vanwege het bereiken van de C-status. Op woensdag 6 juni 1979 keerde Muziek terwijl U werkt terug op Hilversum 1 met Mondt als presentator. Het programma -met wekelijks meer dan 1 miljoen luisteraars- was te beluisteren tussen 9:00 en 10:00 uur. Bij het behalen van de B-status van Veronica ging het programma van 9:00 tot 10:30 uur de ether in.
Op 20 september 1995 overleed Mondt op 54-jarige leeftijd in zijn woning in Hilversum aan de gevolgen van Aids. Hij werd aldaar begraven.

## Trivia
- De herkenningsmelodie van "Muziek terwijl U werkt" was van Ray Ellis: Let's get away from it all.
- Radio Veronica-medewerkers en diskjockeys Ad Bouman, Hans Mondt, Tom Collins, Gerard de Vries en Klaas Vaak namen begin 1970 onder de naam De Binkies de carnavalshit "Met carnaval" op. De plaat reikte niet verder dan de Tipparade.

| Single met eventuele hitnotering(en) in de Nederlandse Top 40 | Datum van verschijnen | Datum van binnenkomst | Hoogste positie | Aantal weken | Opmerkingen |
| ------------------------------------------------------------- | --------------------- | --------------------- | --------------- | ------------ | ----------- |
| Met carnaval                                                  |                       | 10-1-1970             | tip             |              | De Binkies  |